# 南喀麥隆
南喀麥隆（英語：Southern Cameroons）為前英屬喀麥隆的南部地區，包括了喀麥隆的西北區和西南區。喀麥隆本是德國殖民地，后為國際聯盟託管地，由英國和法國分割統治。法屬喀麥隆於1960年獨立之後，南喀麥隆於1961年與其合併，組建喀麥隆聯邦共和國。但法屬一側佔據了各方面的主導權，使得前英屬地區有了獨立的思潮。

## 外部連結
- SCNC website （页面存档备份，存于）
- WorldStatesmen- Cameroon（页面存档备份，存于）